# Redondelo
Redondelo é uma povoação portuguesa sede da Freguesia de Redondelo do Município de Chaves, freguesia com 18,71 km² de área e 455 habitantes (censo de 2021), tendo, por isso, uma densidade populacional de 24,3 hab./km².

## Toponímia
No seu território, banhado a nascente pelo rio Tâmega, encontram-se as aldeias de Casas Novas, Pastoria e Redondelo e o lugar de S. Domingos.
Em 20 de setembro de 1837 é assinada, num solar pertencente à família Barros Teixeira Homem, hoje abandonado, integrado na atual Quinta dos Buxos, e situado nas imediações do caminho para o sítio ribeirinho da Relva, a Paz dos Marechais.

## Demografia
A população registada nos censos foi:
| Distribuição da População por Grupos Etários | Distribuição da População por Grupos Etários | Distribuição da População por Grupos Etários | Distribuição da População por Grupos Etários | Distribuição da População por Grupos Etários |
| -------------------------------------------- | -------------------------------------------- | -------------------------------------------- | -------------------------------------------- | -------------------------------------------- |
| Ano                                          | 0-14 Anos                                    | 15-24 Anos                                   | 25-64 Anos                                   | > 65 Anos                                    |
| 2001                                         | 77                                           | 85                                           | 293                                          | 145                                          |
| 2011                                         | 71                                           | 43                                           | 269                                          | 144                                          |
| 2021                                         | 46                                           | 37                                           | 227                                          | 145                                          |

## Património
- Solar dos Vilhenas (com passadiço e capela), Casas Novas
- Solar da Viscondessa do Rosário, Casas Novas
- Solar da Quinta dos Buxos, na anteriormente denominada Quinta de Santa Cruz (abandonado e parcialmente arruinado)
- Casa do Meio do Povo